# Machteld
Machteld ist ein weiblicher Vorname.

## Herkunft und Bedeutung
Der Name ist eine niederländische Variante des Namens Mathilde. Eine weitere Variante ist Mechteld.

## Bekannte Namensträgerinnen
- Machteld Mellink (1917–2006), niederländisch-US-amerikanische Vorderasiatische Archäologin